# Старе Теличино
Старе Теличино (рос. Старое Теличино) — присілок у Старицькому районі Тверської області Російської Федерації.
Населення становить 7 осіб. Входить до складу муніципального утворення сільське поселення станція Стариця.

## Історія
Від 2005 року входить до складу муніципального утворення сільське поселення станція Стариця. Раніше населений пункт належав до Корениченського сільського округу.

## Населення
| 2008 | 2010 |
| ---- | ---- |
| 3    | ↗7   |